# Kreuzkirche (Bernterode)
Die Kreuzkirche in Bernterode-Schacht, seit dem 1. Januar 2019 Ortsteil von Breitenworbis im Landkreis Eichsfeld ist eine evangelische Kirche. Die Kirchengemeinde gehört zur Pfarrstelle Sollstedt im Kirchenkreis Südharz der Evangelischen Kirche in Mitteldeutschland.

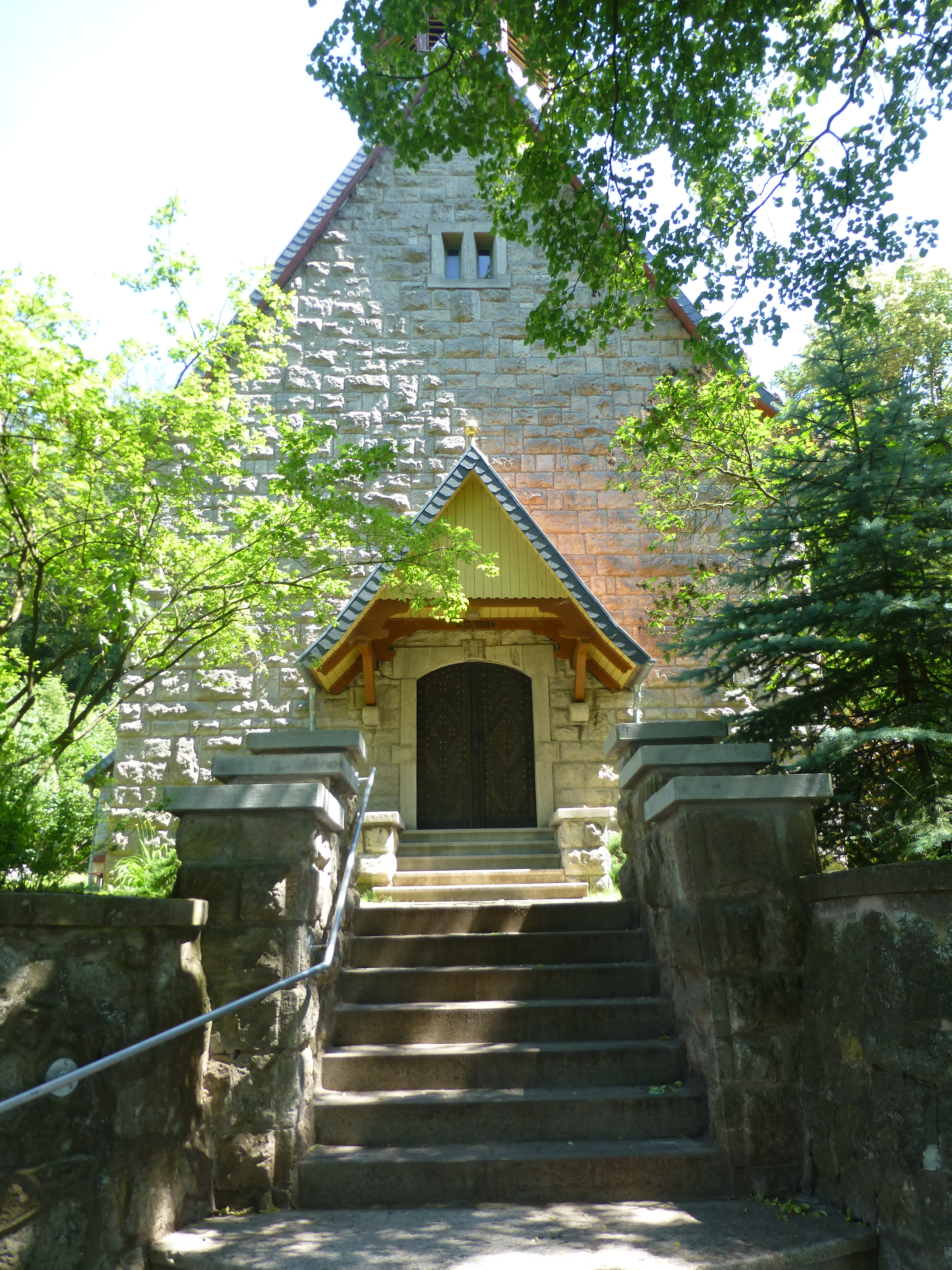
Kreuzkirche, Bernterode

Sie wurde 1925 für evangelische Bergleute nach Plänen von Eduard Fürstenau erbaut und besteht aus einem schlichten Saalbau und einem kleinen Turm. 1958 erfolgte der Anbau eines Altarraumes und 1984 der Anbau einer Sakristei. Vier Fenster des Kirchenbaus sowie der Flügelaltar von 1959–1963 sind eine Stiftung von Charles Crodel und stehen seit 1966 unter Denkmalschutz. Den Flügelaltar flankieren Leuchter von Fritz Kühn.